# К-535 «Юрий Долгорукий»
К-535 «Ю́рий Долгору́кий» — российская атомная подводная лодка стратегического назначения 4-го поколения. Головной корабль проекта 955 «Борей» назван в честь великого князя Юрия Владимировича Долгорукого, считающегося основателем Москвы.

## История строительства
Первая подводная лодка проекта 955 была зачислена в списки кораблей ВМФ России 19 августа 1995 года под именем «Санкт-Петербург». 1 мая 1996 года корабль сменил имя и стал называться «Юрий Долгорукий». Под этим именем субмарина и была заложена 2 ноября 1996 года под заводским номером 201 в стапельном цехе № 55 «Севмаш» в городе Северодвинске. В связи с недостаточным финансированием и изменениями в проекте формирование прочного корпуса было завершено в основном лишь к 2005 году. В подобных условиях для ускорения строительства был использован задел недостроенной подводной лодки К-337 «Кугуар» проекта 971 «Щука-Б», заводской номер 836. С этого времени велись активные работы по достройке корабля. Формирование двух экипажей происходило с 9 июля по 5 сентября 2003 года.
Вывод из цеха в плавучий док «Сухона» состоялся 15 апреля 2007 года. 12 февраля 2008 года подводная лодка была спущена из плавучего дока на воду и поставлена у достроечной стенки. На строительство лодки было потрачено 23 млрд рублей, из них 5 млрд в 2007 году.
В апреле 2008 года готовность составляла 94 % (выход в море возможен при готовности 91 %).
21 ноября на подводной лодке был запущен ядерный реактор.
В марте 2009 года начались швартовные испытания.

### Ходовые испытания
19 июня 2009 года АПЛ отправилась на ходовые испытания, которые продлились до 10 июля. На испытания подводная лодка вышла под командованием капитана I ранга Владимира Ширина, сменившего на этом посту капитана 1-го ранга Константина Митькина. Результаты ходовых испытаний были признаны успешными: проверены ходовые качества подводной лодки, работа атомного реактора, электронные системы.
В начале августа 2010 года успешно завершился второй этап испытаний.
В середине ноября 2010 года крейсер вернулся с очередных заводских испытаний. По словам заместителя начальника производства № 1 В. А. Прокофьева план выхода был «в основном выполнен». Отмечалось также, что во время испытаний возникли вопросы, которые сразу решить не удалось.
В середине декабря 2010 года крейсер вышел на очередной этап ходовых испытаний в Белом море.
Планировалось, что для передачи крейсера флоту потребуется провести пять — шесть выходов в море.
В мае 2011 года подводная лодка была выведена из эллинга завода «Севмаш», где она проходила «подготовку к завершающим этапам государственных ходовых испытаний».
В середине июня 2011 года завершились первые морские испытания, предусмотренные на 2011 год. Из похода «Юрий Долгорукий» вернулся вместе с ТРПКСН «Дмитрий Донской».

### Испытание вооружения
В ноябре 2008 года стрельбы основным вооружением планировались на март 2009 года, но в 2009 году было произведено только 2 запуска с АПЛ «Дмитрий Донской» и все они завершились неудачно.
В 2010 году на лето было запланировано не менее двух запусков с АПЛ «Дмитрий Донской». В случае успешного проведения испытаний запуски должны были продолжиться осенью с АПЛ «Юрий Долгорукий». В случае успешного одиночного запуска должны были провести залповый пуск.
В октябре 2010 года «Юрий Долгорукий» осуществил выход на полигон в Белом море для учебных пусков торпед и проверок бортовых систем. Первый пуск «Булавы» с К-535 планировалось осуществить до конца 2010 года, причём перед этим корабль должен был впервые выполнить торпедные стрельбы.
28 июня 2011 года лодка выполнила первый пуск БРПЛ «Булава». Пятнадцатый испытательный пуск ракеты прошёл успешно.
27 августа 2011 года и 28 октября 2011 года были произведены шестнадцатое и семнадцатое испытания межконтинентальной баллистической ракеты «Булава», которые также прошли успешно. 23 декабря 2011 года был успешно осуществлен залповый пуск двух ракет «Булава» по полигону Кура.
Пуск МБР Р-30 «Булава-30» с РПКСН К-535 «Юрий Долгорукий» произведен успешно 29 октября 2014 года из акватории Баренцева моря по полигону Кура на Камчатке.

## История службы
Торжественная церемония поднятия флага на атомном подводном крейсере «Юрий Долгорукий» состоялась 10 января 2013 года. Зачислен в состав 31-й дивизии подводных лодок Северного флота, базируется на Гаджиево.
9 сентября 2013 года «Юрий Долгорукий» прибыл к месту постоянного базирования — гарнизон Гаджиево.
8 декабря 2013 года АПЛ прибыла на «Севмаш» для прохождения ремонта, в ходе испытаний прошла 20 000 миль
По итогам 2014 года признан лучшим подводным кораблём Северного флота.
15 октября 2015 года «Юрий Долгорукий» завершил свою первую боевую службу подо льдами Арктики. Поход продолжался около двух месяцев.
22 мая 2018 года провел залповую стрельбу, выпустив четыре ракеты «Булава» по камчатскому полигону Кура. Четырёхракетный пуск стал первым в истории комплекса Д-30 «Булава» и подлодок проекта 955 «Борей».
24 августа 2019 года РПКСН К-535 «Юрий Долгорукий», в соответствии с планом совместной боевой подготовки с РПКСН К-114 «Тула» проекта 667БДРМ «Дельфин» выполнил пуск ракеты «Булава» по полигону Кура на Камчатке.
3 сентября 2024 года СМИ сообщили, что К-535 «Юрий Долгорукий» проходит первый плановый ремонт, он продлится два-три года, до 2027 года, после чего крейсер будет в строю как минимум ещё 20 лет.

## Командиры
Первый экипаж
- 2003—2009 — капитан 1-го ранга К. Б. Митькин
- 2009—2022 — капитан 1-го ранга В. В. Ширин
- 2022—н. в. — Э. Н. Кушнарёв

Второй экипаж
- 2003—2009 — капитан 1-го ранга В. В. Ширин
- 2009—2010 — капитан 1-го ранга К. Б. Митькин
- 2010—2017 — капитан 1-го ранга А. Павловский
- с 2017 г. — капитан 1-го ранга С. Н. Морозов